# 김을분
김을분(金乙粉, 1926년 6월 26일 ~ 2021년 4월 17일)은 대한민국의 배우였다.
영화 《집으로...》의 감독인 이정향 감독과 만나 외할머니 역으로 캐스팅되었다.
해당 영화로 팔순이 다 된 나이에 탤런트로 데뷔하여 유명세를 치르게 되었지만, 그 이후 언론과 동네 사람들의 과한 스포트라이트로 삶에 어려움이 닥치게 되었고, 결국 영화 촬영 장소이자 고향인 충북 영동군을 떠나 서울로 거처를 옮겼고, 세상을 떠나기 전까지 서울에서 가족들과 함께 지냈다.
2021년 4월 17일 노환으로 별세하였다.

## 출연 작품

### 영화
- 2002년 집으로... - 할머니 역